# زهرة العين
زهرة العين وتُعرف باسم فاطمة زهرة العين مواليد مايو 1976م، مغنية وممثلة إماراتية. اسمها الحقيقي فاطمة يوسف إبراهيم، تحمل زهرة العين موهبة كبيرة وحب للموسيقى والغناء دفعها للمساهمة في احياء حفلات الأعراس العائلية والخاصة بالأصدقاء ، وذلك على سبيل الهواية. قدمت زهرة العين جميع أنواع الأغاني التراثية الإماراتية والشبابية، وشاركت بصوتها بأداء الأشعار في الفيلم الوثائقي "حلم الإمارات" 2002.

## حياتها الفنية
في بدايتها كانت تقوم بأحياء الحفلات والمناسبات، تزوجت وهي بعمرالأربعة عشر سنة من الملحن الكبير محمد حسين. وبعد دخولها للفن فعليا بعد زواجها سارت بالأغنية الإماراتية المحلية، واستطاعت أن تقدم الأغاني التراثيّة الإماراتية بعدما تخل عنها أبناء جيلها من الفنانين عنه، لم تكتفِ عند حدود ترديد التراث، بل تجاوزت ذلك وأخذت بنحو التجديد، سواء في اختيار الكلمات، أو الألحان والتوزيع الموسيقي. وبعد طلاقها ونشوب الخلافات بينهما الذي كان بالإضافة لكونه زوجها فكان بمثابة مدير أعمالها وقد أسّسا سويًّا استديو غنائي كان تقوم بتسجيل أعمالها ولكن بعد نشوب الخلافات وانفصلا بعد 14 عامًا، أغلق الأستديو بعد ذلك وقل تواجدها في الساحة الفنية لفترة، ولكنها عادت بقوّة وأصدرت ألبومها الأخير «جازيتني» وأصدرت أغاني منفردة جديدة، حيث أصدرت في عام 2010 حملت عنوان «آه ويلي» لتتبعها بعد شهر بأغنية ثانية حملت عنوان «يا وجودي» وهي من الفلكلور الإماراتي. تزوجت مرة أخرى من الشاعر بشير خليفة ليصبح من جديد هو مدير أعمالها. كما كان لها تجربة في تقديم البرامج من خلال تقديمها برنامج «المغنى» على سما دبي.

## زهرة العين وابنتها
تعودت زهرة العين علي غحياء معظم حفلاتها الغنائية برفقة ابنتها روضة ، فقد قامتا مثلاً بإحياء حفلاً غنائيًا على مسرح القرية التراثية في مهرجان الشيخ زايد بمنطقة الوثبة في ابوظبي، حيث قدمتا سويًا باقة متنوعة من الأغاني الشعبية والأغنيات المنفردة والمشتركة بينهما وسط حضور كبير. اجتمعت فاطمة مع ابنتها روضة للمرة الأولى في حفل على خشبة المسرح، وذلك بعد أن نالت أغانيهما نجاحاً وصدى كبيراً على مواقع التواصل الاجتماعي، واستقبلهما الجمهور بحفاوة كبيرة، وقدمتا الحفل بشكل «دويتو»، واختارتا مجموعة من الأغاني الخاصة بهما التي طرحت بشكل منفرد على حساباتهما بمواقع التواصل والـ«يوتيوب»، وقد أعربت زهرة العين عن سعادتها البالغة بهذا الحفل خاصة أنه جمعها بابنتها للمرة الأولي على خشبة مسرح واحد. كما أعربت الفنانة الواعدة روضة عن فخرها للوقوف على خشبة مسرح القرية التراثية في مهرجان الشيخ زايد برفقة والدتها لتقديم هذا الحفل.

## الأعمال الفنية
قدمت زهرة العين العديد من الأعمال الفنية ، والتي نذكر منها:
- حلم الإمارات، فيلم وثائقي تسجيلي، 2002، قامت فية زهرة العين بالآداء الصوتي للأشعار.[11]
- "منوة القلب" أغاني تراثية.
- "الوله" ، تراث شعبي.
- "هذي أحاسيسى" اغاني تراثية.
- "حي يالنسيم"
- "يا مرحبا يا حي هالفال"
- "يا معزل"
- "مشغوب"
- "يا ذا الجبيب".